# Абигор
Эта статья о христианском демоне Абигоре; о блэк-метал-группе см. Abigor
Абиго́р, также Элиго́ру, Элиго́с, Эрртруа́р (лат. Abigor, Eligos), — пятнадцатый дух «Лемегетона» (трактат о духах). Великий Герцог Ада, появляется в образе прекрасного рыцаря на крылатой лошади, несущим копьё, знамя и змея. Стоит во главе 60 легионов Ада.
Знает все премудрости ведения войны, обладает даром пророчества. В отличие от большинства демонов, очень симпатичен внешне, что указано в книге «Малый ключ царя Соломона» (Лемегетон).

## В культуре
• Персонаж фильма «Призрачный гонщик» (2007), где повелевает стихией воздуха.